# Louise Campbell
Louise Campbell, född 1970 i Köpenhamn, är en dansk-engelsk designer med inriktning på möbel- och belysningsdesign.

## Biografi
Louise Campbell utbildade sig inom industridesign både i Danmark och England. Examen tog hon vid London College of Furniture 1992 samt vid Danmarks Designskole 1995. Hon startade sin ateljé 1996 och arbetar genom den med företag såsom Louis Poulsen, Royal Copenhagen och Georg Jensen. Hon har även deltagit i projekt i samarbete med Danmarks Designskole samt arrangerat utställningar för att visa upp nutida konst.
Campbell finns representerad med sin design vid bland annat Museum of Modern art (MOMA) i New York och Röhsska museet

## Priser och utmärkelser
- Finn Juhl arkitekturpris, 2004
- IF Product Design Award Guld, 2005
- Bruno Mathsson-priset, 2007
- Prins Eugens medalj, 2009